# بیل دلهانت
ویلیام دیوید دلهانت (‎/ˈdɛləhʌnt/‎ ; ۱۸ ژوئیه 1941 – ۳۰ مارس ۲۰۲۴) یک وکیل و سیاستمدار آمریکایی اهل ماساچوست بود. او که عضو حزب دموکرات بود، از سال ۱۹۹۷ تا ۲۰۱۱ در مجلس نمایندگان ایالات متحده به نمایندگی حوزه انتخابیه دهم ماساچوست  خدمت کرد.
دلهانت در کوئینسی، ماساچوست، در ۱۸ ژوئیه ۱۹۴۱ به دنیا آمد. او در آکادمی تایر، کالج میدلبری و دانشکده حقوق کالج بوستون تحصیل کرد. او به عنوان رادارمن (RD3) در گارد ساحلی ایالات متحده از سال ۱۹۶۳ تا ۱۹۷۱ خدمت کرد.